# 赫爾曼·格拉斯曼
赫尔曼·京特·格拉斯曼（德語：Hermann Günther Graßmann，1809年4月15日—1877年9月26日），出生於什切青，是一个德国博学者，在他生活的时代以语言学家身份闻名，今天以数学家身份而著称。他也是一位物理学家，新人道主义者，博学家和出版家。

## 生平
赫尔曼·格拉斯曼是贾斯图斯·格拉斯曼的12个小孩中的第3个，贾斯图斯是一个在什切青文理中學教授数学和物理的牧师，赫尔曼在那里接受教育。
格拉斯曼一直是个不起眼的学生，直到他在普鲁士大学的入学考试中获得了高分。从1827年开始，他在柏林大学学习神学，同时修习了古典语言、哲学和文学方面的课程；他似乎未曾学习数学或者物理课程。
虽然缺乏大学数学课程训练，数学却是他在1830年在柏林完成学业并返回什切青时最感兴趣的领域。经过一年准备，他参加了在文理中學教授数学的资格考试，但只取得了教低级别的资格。大约在這個时候，他做出了他的第一批重大数学发现，最終發展成1844年著作（以下簡稱A1，見參考資料）中的重要思想。
1834年，格拉斯曼开始在柏林的貿易學校（Gewerbeschule）教授数学。一年后，他返回什切青在一所新学校Otto中学教授数学、物理、德语、拉丁文和宗教。在接下来的四年中，格拉斯曼通过了能在中学所有级别教授数学、物理、化学和礦物學的考试。
1847年，他成为資深教師（Oberlehrer）。1852年，他得到了他亡父在什切青文理中學的职位，因而获得了教授的头衔。1847年，他向普鲁士教育部申请大学教职，为此教育部向库默尔征询了他对格拉斯曼的看法。库默尔回信道格拉斯曼1846年的获奖文章（参看下文）包含了“……以有缺陷的形式表达的值得赞赏的材料。”库默尔的报告终结了格拉斯曼寻求大学教职的所有机会。这样的场景重复出现，格拉斯曼年代的出名人士无法欣赏他的数学的真正价值。
在德国1848-49年的政治骚乱中，赫尔曼和罗伯特·格拉斯曼发行了一份报刊，鼓吹君主立宪制下的德国统一。（这在1871年得以实现）。在撰写一系列关于宪法的文章之后，赫尔曼离开了报社，因为他发现他和该报的政治倾向愈发相左。
格拉斯曼有11个孩子，其中7个长大成人。其中一个儿子赫尔曼·恩斯特·格拉斯曼成为吉森大學的数学教授。

## 数学家生涯
格拉斯曼参加过的诸多考试中的一次要求他递交关于潮汐的一篇文章。1840年，他写了这样一篇，采用了拉普拉斯的《天体力学》和拉格朗日的《解析力学》中的基本理论，但用他从1832年就开始琢磨的向量方法表述。这篇文章最初发表于1894-1911年的《合集》中，它包含了已知的最早的关于现在称为线性代数的理论以及向量空间的概念。他在他的《A1》和《A2》中继续发展了这些理论。 
1844年，格拉斯曼发表了他的杰作，《线性外代数，数学的新分支》(Die Lineale Ausdehnungslehre, ein neuer Zweig der Mathematik)，之后用A1代表，通常被称为Ausdehnungslehre，译为「扩展的理论」或者「扩展了幅度的理论」。因为A1给出了所有数学的一个新基础，该著作首先讨论了哲学本质的广泛的定义。然后格拉斯曼证明一旦几何被置入他所鼓吹的代数形式中，三就不再是空间维数的有特殊地位的数字；可能成为维数的数字是无限的。
Fearnley-Sander (1979)将格拉斯曼的线性代数的基础表述为：
“线性空间的定义……在1920年左右变得常见，其时，赫尔曼·外尔和其他人发表了形式化的定义。事实上，这样一个定义皮亚诺三十年前就给出过了，而他熟知格拉斯曼的数学作品。格拉斯曼没有写下形式化的定义 --- 那时还没有合适的数学语言 --- 但无疑他已经有了同样的概念。”
“从一些'单元'e1, e2, e3, ...开始，他实际上定义了它们所生成的自由线性空间；也就是说，他考虑了形式线性组合a1e1 + a2e2 + a3e3 + ...，其中aj是实数，并[以现在常用的方式]定义加法和数乘并为这些操作定义了线性空间的属性。... 然后他发展了线性无关的理论，其方式和现代线性代数课本中的表述惊人地一致。他还定义了子空间，线性无关，生成空间，维数，子空间的并和交，以及元素到子空间的投影。”
“……很少人像格拉斯曼那样独立地创造了一个全新的课题。”
顺着格拉斯曼父亲的一个思路，A1还定义了楔積，也称为「组合积」（德语为：德語：），这样的代数现在称为外代数。（必须注意在格拉斯曼的年代，唯一公理化的理论是欧氏几何，而且抽象代数的一般概念还没有被定义）。1878年，威廉·金頓·克利福德将这个外代数的概念加入哈密尔顿的四元数中，他将格拉斯曼的epep = 0的规则换成epep = 1即可。细节请参看外代数。
A1是革命性的著述，因太超前而不被赏识。1847年，格拉斯曼以此著作申請教授職位，當局請教恩斯特·庫默爾的意見，庫默爾評價道裡面有不錯的想法，但缺乏清晰的解釋，不贊成給予大學教職。在接下来的十年间，格拉斯曼写了各种应用他的扩张理论的著述，包括1845年的《电动力学新理论》和一些关于代数曲线和曲面的论文，他藉此希望有人因为这些应用而重视他的理论。
1846年，莫比乌斯邀请格拉斯曼参加一個竞赛，解决最早由莱布尼茨给出的问题：推导不含坐标和度量属性的几何微积分（莱布尼茨称其为analysis situs）。格拉斯曼的《附带几何分析和莱布尼茨特征》（Die Geometrische Analyse geknüpft und die von Leibniz Characteristik）為得獎作品（也是唯一參賽的作品）。莫比乌斯作为评委之一批评了格拉斯曼引入抽象概念，卻不给读者任何为何这些概念有用的直观印象。
1853年，格拉斯曼发表了颜色如何混合的理论；该理论和它的三色定律，也就是格拉斯曼色彩定律。格拉斯曼在这个课题上的论著和亥姆霍兹的不一致。格拉斯曼也在晶体学、电磁学，和力学上有所著述。
格拉斯曼于1861年作出了算数的第一个公理化表示，其中自由使用了归纳原理。皮亚诺和他的追随者从1890年开始自由地引用了该论文。
1862年，格拉斯曼发表了完全重写的A1第二版，希望获得他的扩张理论的迟到的赞誉，并包含了他的线性代数的定义表述。其成果，Die Ausdehnungslehre: Vollständig und in strenger Form bearbeitet，后面记为A2，并不比A1获得更多的认同，虽然A2的表述方式预示了二十世纪课本的形式。

## 回應
赫尔曼·汉克尔是唯一在他在世时赏识他的数学家，他的1867年的论文（Theorie der complexen Zahlensysteme）有助于格拉斯曼的思想的传播。该文
“...发展了格拉斯曼的代数和哈密尔顿的四元数。Hankel是第一个意识到格拉斯曼长期被忽略的论文的重要性的人……” (摘自Hankel条目，科学传记字典. 纽约: 1970-1990)
格拉斯曼的数学方法非常慢地得到采用，但它们直接影响了克莱因和埃利·嘉当。阿爾弗雷德·諾思·懷特黑德的第一本专论，泛代数（Universal Algebra） (1898年)，包含了英语文献中对扩张理论和外代数的第一次系统表述。扩张理论被用于微分形式的研究以及微分形式在分析和几何方面的应用中。微分几何也使用了外代数。关于格拉斯曼的工作在当代数学物理中的作用的简介，请参看彭罗斯（2004：第11，12章）。

## 语言学家
因为不能以数学家身份得到承认，格拉斯曼成了一个历史语言学家。他出版了关于德语语法的书籍和民歌集，并学习了梵语，将《梨俱吠陀》翻译成了德语。他的字典和他的印度草医学译本（还在复印）得到了哲学家的承认。他设计了一个印欧语的发音规则，被称为格拉斯曼定律。这些哲学成就在他生前就得到了承认；他在1876年被选入美国东方社，并从蒂宾根大学获得了荣誉学位。

## 参看
- 外代数
- 格拉斯曼数
- 格拉斯曼流形
- 格拉斯曼定律
- 格拉斯曼定律 (色彩)

### 引用
1. ↑   [美] 约翰·德比希尔. . 人民邮电出版社. : 引文的起讫页码. ISBN 9787115225375 （简体中文）. 由于幻想破灭，格拉斯曼不再研究数学，而是转向另一项爱好——梵文。他将梵文经典《梨俱吠陀》翻译为德文，附有很长的注释，总共近 3000 页。因为这项成就，他获得了德国图宾根大学授予的荣誉博士头衔。